# Heubatspitze
Die Heubatspitze (auch Gemsbollenkopf oder Heubatkopf) ist ein 2008 m ü. NHN hoher Nebengipfel der Rotspitz in den Allgäuer Alpen.

## Lage und Umgebung
Der in der Untergruppe  Daumengruppe gelegene Gipfel erhebt sich in dem Bergkamm, der vom Breitenberg (1893 m) im Norden über die Hohen Gänge (1946 m) und die Heubatspitze selbst zum Kleinen Daumen (2197 m) im Süden zieht. Zwischen Heubatspitze und Kleinem Daumen befindet sich die Haseneckscharte (1895 m). Nach Westen verläuft ein wenig eingescharteter Grat (1950 m) zur Rotspitz (2034 m). Nach Osten zieht ein Bergrücken hinab ins Hintersteiner Tal.

## Namensherkunft
Erstmals erwähnt wurde 1774 bei Peter Anichs Atlas Tyrolensis ein Elb Spiz. Namensgebend hiefür war vermutlich die Alpe Elpen, deren Weidegebiet nordöstlich unterhalb des Berges liegt. Der heutige Name leitet sich von den Heuplätzen in der Südflanke ab, die mundartlich Hoibaten genannt werden.

## Besteigung
Der Normalweg auf die Heubatspitze verläuft als Wanderweg in teilweise steilem Gelände aus dem Retterschwanger Tal über die Haseneckalpen zum Hasenecksattel und von dort über den Südrücken zum Gipfel. Außerdem ist der Übergang von der Rotspitz unschwierig möglich. Zwei Varianten sind im Rahmen des Nordteils des Hindelanger Klettersteigs möglich. Vom Breitenberg führt eine teilweise Drahtseil gesicherte Steiganlage mit Eisenleiter über die Hohen Gänge zur Heubatspitze, hierfür sind Trittsicherheit, Schwindelfreiheit und Klettervermögen im I. Schwierigkeitsgrad nötig. Die gleichen Anforderungen hat der Abstieg vom Kleinen Daumen in den Hasenecksattel.

## Bilder

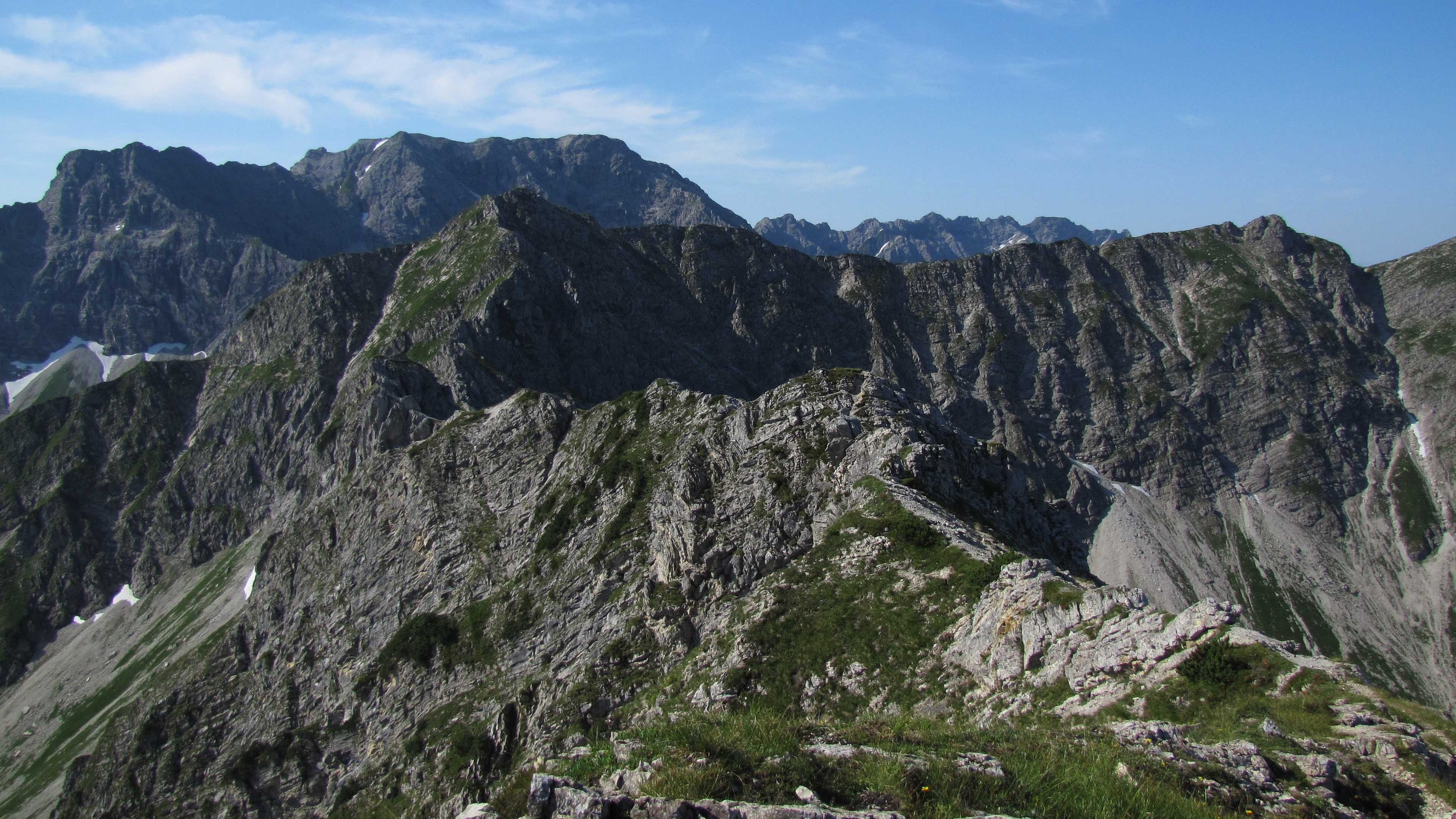
Von den Hohen Gängen
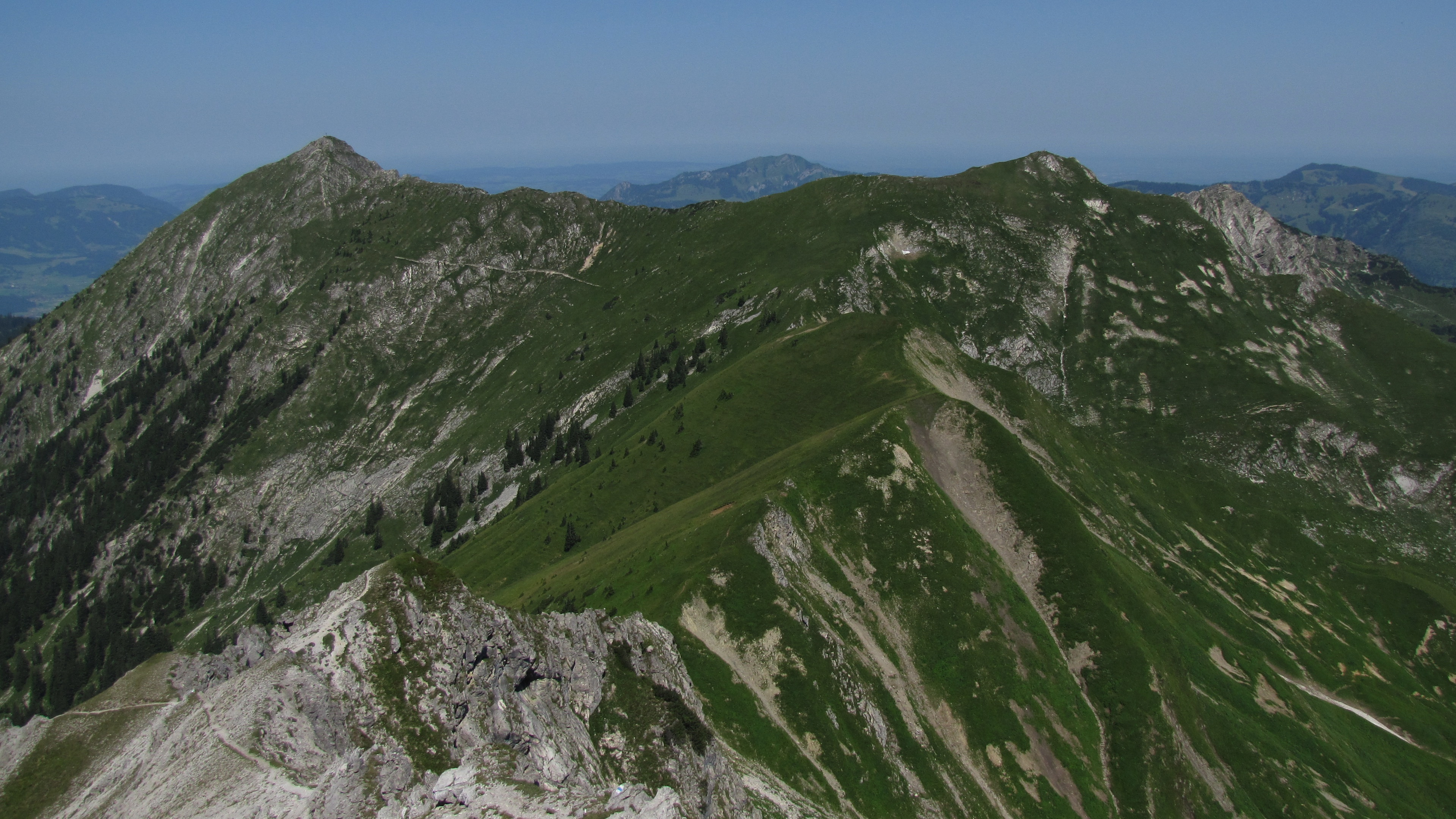
Südflanke mit Rotspitz
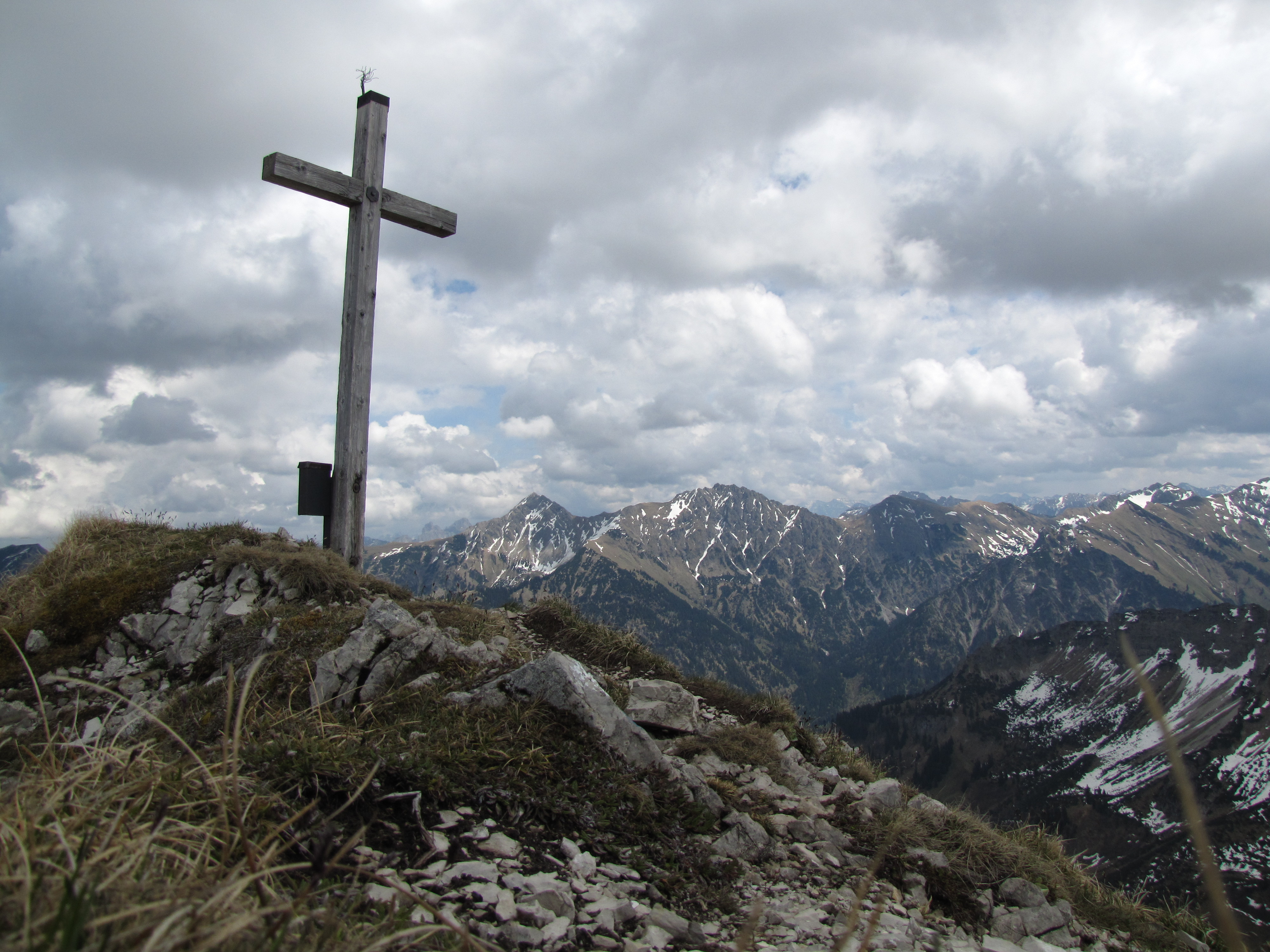
Gipfelkreuz
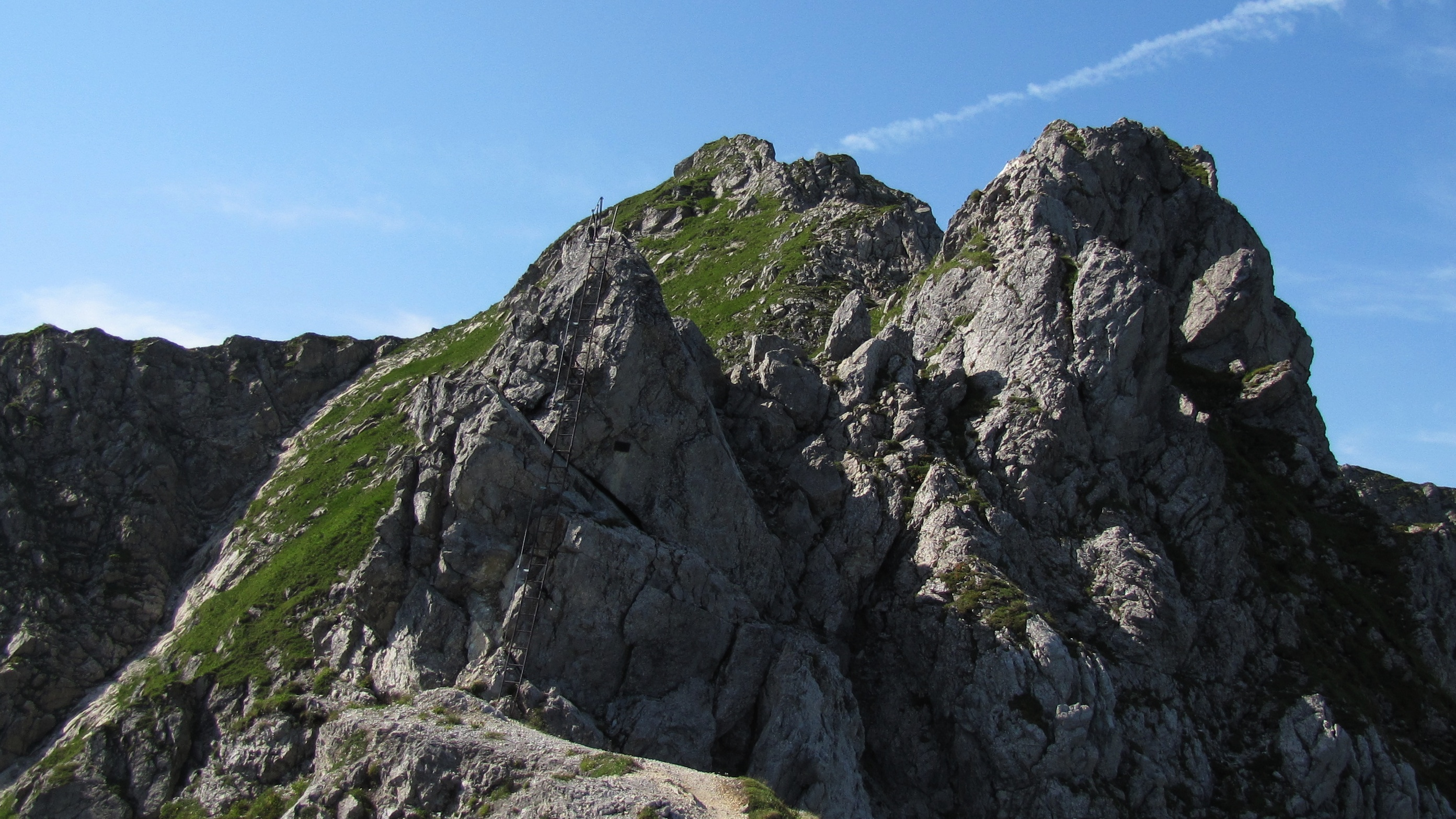
Eisenleiter am nordseitigen Gipfelaufbau